# La voce dell'amore (Giovanna)
La voce dell'amore è un minialbum, o Qdisc, della cantante Giovanna pubblicato dall'etichetta Kicco Music nel 1987.

## Tracce
1. Il mio ex (R. e E. Carlos, Paolo Limiti)
2. Summer game (G. Nocetti, M. Nicoloi)
3. Colpa tua (G. Nocetti, M. Gallo)
4. Sopra il treno per il Messico (P. Cirillo)